# Erin Greening
Erin Greening (San Francisco, California, Estados Unidos; 20 de junio de 1997) es una futbolista estadounidense. Juega como defensora en el Klepp IL de la Toppserien de Noruega.

## Trayectoria
En 2019, Greening fue elegida por el Orlando Pride en la tercera ronda del draft universitario de la NWSL.

## Estadísticas

### Clubes
| Club          | País           | Año             |
| ------------- | -------------- | --------------- |
| Orlando Pride | Estados Unidos | 2019            |
| Klepp IL      | Noruega        | 2021 - presente |